# 阿尾正子
阿尾 正子（あお まさこ、1962年 - ）は、日本の翻訳家。
神奈川県横浜市生まれ。横浜市立大学文理学部国際関係課程卒業。
英米文学翻訳家。実用書、ロマンスなどを翻訳している。

## 翻訳
- 『ドラゴン・ノワール作戦』（リチャード・ハーマン・ジュニア、伏見威蕃共訳、福武文庫） 1995.10
- 『エビータ 聖女伝説』（ニコラス・フレイザー, マリサ・ナヴァーロ、原書房） 1997.1
- 『復讐の家』（アレグザンドラ・アートリー、原書房） 1997.7
- 『彼女のお仕事』（マリアンヌ・メイシー、原書房） 1997.12
- 『女たちのマフィア』（クレア・ロングリッグ、原書房） 1999.4
- 『アースクエイク・バード』（スザンナ・ジョーンズ、早川書房） 2001.12
- 『バガー・ヴァンスの伝説』（スティーヴン・プレスフィールド、ハヤカワ文庫） 2001.2
- 『フクロウは死を運ぶ 精神分析医シルヴィア』（サラ・ラヴェット、扶桑社ミステリー） 2002.6
- 『闇の狩人を撃て』（P・T・デューターマン、二見文庫） 2003.4
- 『ルビー』（エマ・フォレスト、アーティストハウスパブリッシャーズ） 2003.8
- 『睡蓮が散るとき』（スザンナ・ジョーンズ、早川書房） 2003.11
- 『沈黙の女を追って』（スーザン・ブロックマン、ヴィレッジブックス） 2004.10
- 『緑の迷路の果てに』（スーザン・ブロックマン、ヴィレッジブックス） 2006.9
- 『アリッサという名の追憶』（スーザン・ブロックマン、ヴィレッジブックス） 2007.12
- 『輝ける王女の帰還 妖精王女メリー・ジェントリー』（ローレル・K・ハミルトン、ヴィレッジブックス） 2008.10
- 『冬を宿した瞳』（カーラ・キャシディ、ヴィレッジブックス） 2008.12
- 『はしばみ色の甘い誘惑』（ジュリア・ロンドン、竹書房、ラズベリーブックス） 2009.3
- 『放蕩者の長い恋』（ジュリア・ロンドン、竹書房、ラズベリーブックス） 2009.10
- 『ほほえみを待ちわびて』（スーザン・イーノック、二見文庫） 2010.3
- 『嘆きの女神の秘密 妖精王女メリー・ジェントリー』（ローレル・K・ハミルトン、ヴィレッジブックス） 2010.1

### アイリス・ジョハンセン
- 『鏡のなかの予感』（アイリス・ジョハンセン, ケイ・フーパー, フェイリン・プレストン、二見文庫） 2004.12
- 『いま炎のように』（アイリス・ジョハンセン、二見文庫） 2006.1
- 『氷の宮殿』（アイリス・ジョハンセン、二見文庫） 2006.9
- 『失われた遺跡』（アイリス・ジョハンセン、二見文庫） 2008.7
- 『ふたりの聖なる約束』（アイリス・ジョハンセン、二見文庫） 2011.1

### 実用書
- 『他人を平気でいじめる人困らせる人 身近にいるトラブル人間の撃退法教えます』（ジョセフ・ダン、日本文芸社） 1998.3
- 『キス、キス、キス! だれも知らない「口づけ」のアレ・コレ』（エイドリアン・ブルー、原書房） 1998.11
- 『困らせてくれてありがとう 多少のことには動じない自分になる!』（マーク・I・ローゼン、サンマーク出版） 1999.11
- 『子育ては、ほんとうのわが子をまず認めてから』（デーヴィッド・B・コーエン、原書房） 2000.9
- 『考え方と生き方を変える10の法則 原因分析より解決志向が成功を呼ぶ』（ビル・オハンロン、主婦の友社） 2001.2
- 『恋愛できない脳』（アンドルー・アバーバネル、原書房） 2001.3
- 『セクシュアル・インテリジェンス 〈愛し愛される能力〉を磨くための13章』（シェリー・コンラッド, マイケル・ミルバーン、原書房） 2002.12
- 『上手に自慢してキャリア・アップする法』（ペギー・クラウス、講談社） 2004.9
- 『セカンド・ライフ』（マリアンヌ・ヴァンダーヴェルド、主婦の友社） 2006.3
- 『男は東に女は右に 人生が大きく変わるとき!』（サブラ・E・ブロック, ジョセフ・F・ドゥーリー、主婦の友社） 2008.3